# 具芒碎米莎草
具芒碎米莎草（学名：Cyperus microiria）是莎草科莎草属的植物。分布在日本、朝鲜以及中国大陆的全国各地等地，生长于海拔450米至2,000米的地区，常生长在河岸边、路旁或草原湿处，目前尚未由人工引种栽培。